# Tithraustes esernius
Tithraustes esernius är en fjärilsart som beskrevs av Druce 1885. Tithraustes esernius ingår i släktet Tithraustes och familjen tandspinnare. Inga underarter finns listade i Catalogue of Life.